# Convenzione degli utilizzatori e dei generatori
In elettrotecnica la convenzione degli utilizzatori e dei generatori è una coppia di convenzioni di segno usate per stabilire in base al verso di tensione e corrente se la potenza elettrica scambiata ai morsetti di un bipolo è entrante o uscente.

## Convenzione degli utilizzatori

Secondo la convenzione degli utilizzatori il primo bipolo ha potenza entrante positiva è quindi un utilizzatore, mentre il secondo ha potenza entrante negativa ed è quindi un generatore

Secondo la convenzione degli utilizzatori, detta anche convenzione normale o riferimento associato, la potenza è entrante alla porta del bipolo. Se la potenza {\displaystyle p>0} allora la porta assorbe potenza elettrica che viene dissipata dal bipolo (utilizzatore), mentre se {\displaystyle p<0} allora la porta eroga potenza elettrica che viene generata dal bipolo (generatore). In questa convenzione allora affinché sia {\displaystyle p>0} la corrente deve entrare nel morsetto a potenziale positivo o dualmente uscire dal morsetto negativo.

## Convenzione dei generatori
Secondo la convenzione dei generatori, detta anche riferimento non associato, la potenza è uscente dalla porta del bipolo. Se la potenza {\displaystyle p>0} allora la porta eroga potenza elettrica che viene generata dal bipolo (generatore), mentre se {\displaystyle p<0} allora la porta assorbe potenza elettrica che viene dissipata dal bipolo (utilizzatore). In questa convenzione allora  affinché sia {\displaystyle p>0} la corrente deve uscire dal morsetto a potenziale positivo o dualmente entrare nel morsetto negativo.